# Campodea morgani
Campodea morgani är en urinsektsart som beskrevs av Filippo Silvestri 1911. Campodea morgani ingår i släktet Campodea och familjen Campodeidae. Inga underarter finns listade.